# 蒙特瓦洛 (密蘇里州)
蒙特瓦洛（英語：Montevallo）是位於美國密蘇里州弗農縣的非建制地區。

## 歷史
蒙特瓦洛的郵局於1858年設立，其後於1968年停運。

## 地理
蒙特瓦洛所處的海拔為高於海平面293米（即961英呎），而該地所採用的時區為UTC-6，即北美中部時區（CST）。同時該地設有夏令時間，為UTC-6調快一小時，即UTC-5（CDT）。